# Ginx eSports TV
Ginx eSports TVはイギリスのSky (メディア企業)傘下に置くイギリスのテレビチャンネル。2008年1月21日開局。
Ginx TV テレビチャンネルは、ルーマニアの Boom TV 衛星テレビ プラットフォームで 2008 年 8 月に開始される予定です。